# Llengües bantus nord-orientals
Les llengües bantus nord-orientals són un grup de llengües bantus d'Àfrica oriental que comparteixen la isoglossa coneguda com a llei de Dahl que segurament és una retenció arcaica. En la classificació de Guthrie de les llengües bantus, aquestes llengües estan dividides entre les zones E50, E46, E60, E74a, F21-22, J, G60, més el bantu de nord-oest de la costa (de les zones E i G) En la classificació més moderna constituirien un grup filogenètic.

## Classificació
Les llengües o grups de dialectes que formen part de les llengües bantus nord-occidentals són:
- Llengües kikuyu-kamba o Thagiichu (bàsicament, E50):
  - Sonjo (E40)
  - Cuka
  - Meru (inclou, Tharaka, Mwimbi-Muthambi)
  - Meridional
    - Kamba, Daisu
    - Gikuyu, Embu
- Chaga–Taita
  - Taita (Dawida; E70) – Sagalla
  - Llengües chaga (E60)
- Llengües bantus de la costa nord-oriental: Suahili, etc.
- Takama: Sukuma-Nyamwezi, Kimbu (F20), Iramba-Isanzu, Nyaturu (Rimi) (F30), ?Holoholo–Tumbwe–Lumbwe (D20)
- Llengües bantus dels Grans Llacs (zona J): Rwanda-Rundi, Ganda, etc.
- Llengües bena-kinga (G60): Sangu, Hehe, Bena, Pangwa, Kinga, Wanji, Kisi, ?Manda (N10)

## Comparació lèxica
Els numerals reconstruïts per a diferents grups de llengües bantus nord-orientals són:
| GLOSA | PROTO- KIUKUYU- KAMBA | PROTO- CHAGA | PROTO- COSTA | PROTO- TAKAMA | PROTO- GRANS- LLACS   | PROTO- BENA- KINGA |
| ----- | --------------------- | ------------ | ------------ | ------------- | --------------------- | ------------------ |
| '1'   | *i-mwe                | *-mwi        | *mwe *moja   | *-mwe         | *-mo-i                | *yimwi             |
| '2'   | *i-giri               | *-βili       | *-bidi       | *-βili        | *-βiri                | *-bili             |
| '3'   | *i-tʰatu              | *-tʰatu      | *-taːtu      | *-tatu        | *-tatu                | *-tatu             |
| '4'   | *i-ɲa                 | *-na-        | *-ne         | *-ne          | *-nai                 | *-nai              |
| '5'   | *i-tʰaːno             | *-tʰaːnu     | *tʰáːno      | *-taːno       | *-taːnu               | *-haːno            |
| '6'   | *i-tʰatʰatu           | *-tʰaːⁿdatu  | *-taⁿɖatu    | *-tʰaːⁿdatu   | *-taːⁿdatu/ *mu-kaːga | *ⁿtaːⁿda           |
| '7'   | *mu-gwaⁿɟa            | *mfuⁿgate    | *-fuⁿgate    | *mpuⁿgate     |                       | *-fuⁿgati          |
| '8'   | *i-ɲaːɲa              | *ɲaːne       | *naːnɛ       | *naːnɛ        | *mu-naːnai            | *-nane             |
| '9'   | *k-eⁿda               | *keːⁿda      | *ke(ː)ⁿɗa    | *keːⁿda       | *-eːⁿda               |                    |
| '10'  | *i-kumi               | *i-kumi      | *(i-)kumi    | *i-kumi       | *i-kumi               | *(ñi-)kumi         |